# Vertigo (Walibi Belgium)
Vertigo was een stalen hangende achtbaan in het Belgische attractiepark Walibi Belgium. Vertigo werd gebouwd door Doppelmayr-Garaventa, een producent van kabelbanen, en was de eerste Mountain Glider, een kruising tussen een achtbaan en een kabelbaan.

## Historie
Vertigo was een project van Doppelmayr en zou verdeeld worden door het bedrijf 3DBA. Bill Muirhead van StarParks werd benaderd door de mensen van 3DBA voor hun nieuwste project. De eerste hint naar de attractie werd gegeven tijdens Halloween in 2005. Op de optakeling van Tornado (Vertigo werd gebouwd op de locatie van Tornado) verscheen een zombie met een skipak. De lift van de achtbaan werd aangekleed als een sneeuwpiste. De attractie was origineel gepland te openen in juni 2006, maar de opening werd wegens technische problemen een jaar uitgesteld.
Op 14 juni 2007 werd de achtbaan kortstondig voor het publiek geopend alvorens technische problemen Walibi Belgium opnieuw dwongen de achtbaan te sluiten.
Op 8 mei 2008 werd Vertigo officieel geopend met een openingsceremonie met vuurwerk en special effects. De attractie werd officieel geopend door Jean-Claude Van Damme en er was een afterparty met DJ Wout van Sylver. Bovendien kreeg de attractie een eigen soundtrack mee, geschreven door DJ Wout, gebracht door de groep 'Typhoon'. De soundtrack deed het eveneens niet slecht in de Belgische top 50 en verschillende clubs en discotheken. Vertigo werd al na tien dagen draaien gesloten wegens problemen. Er werd aan een van de gondels een afwijking vastgesteld. Na analyse bleek het om vroegtijdige slijtage van bepaalde onderdelen te gaan. Nieuwe tests brachten geen bevredigend resultaat. In oktober 2008 werd bekendgemaakt dat Vertigo in de winter van 2009 zou worden afgebroken, omwille van de onbetrouwbaarheid van de attractie.

## Technische gegevens
- Hoogte: 55 m
- Aantal treinen: 8, 4 personen per trein
- Baanlengte: 722 m
- Optakeling: lift

## Galerij

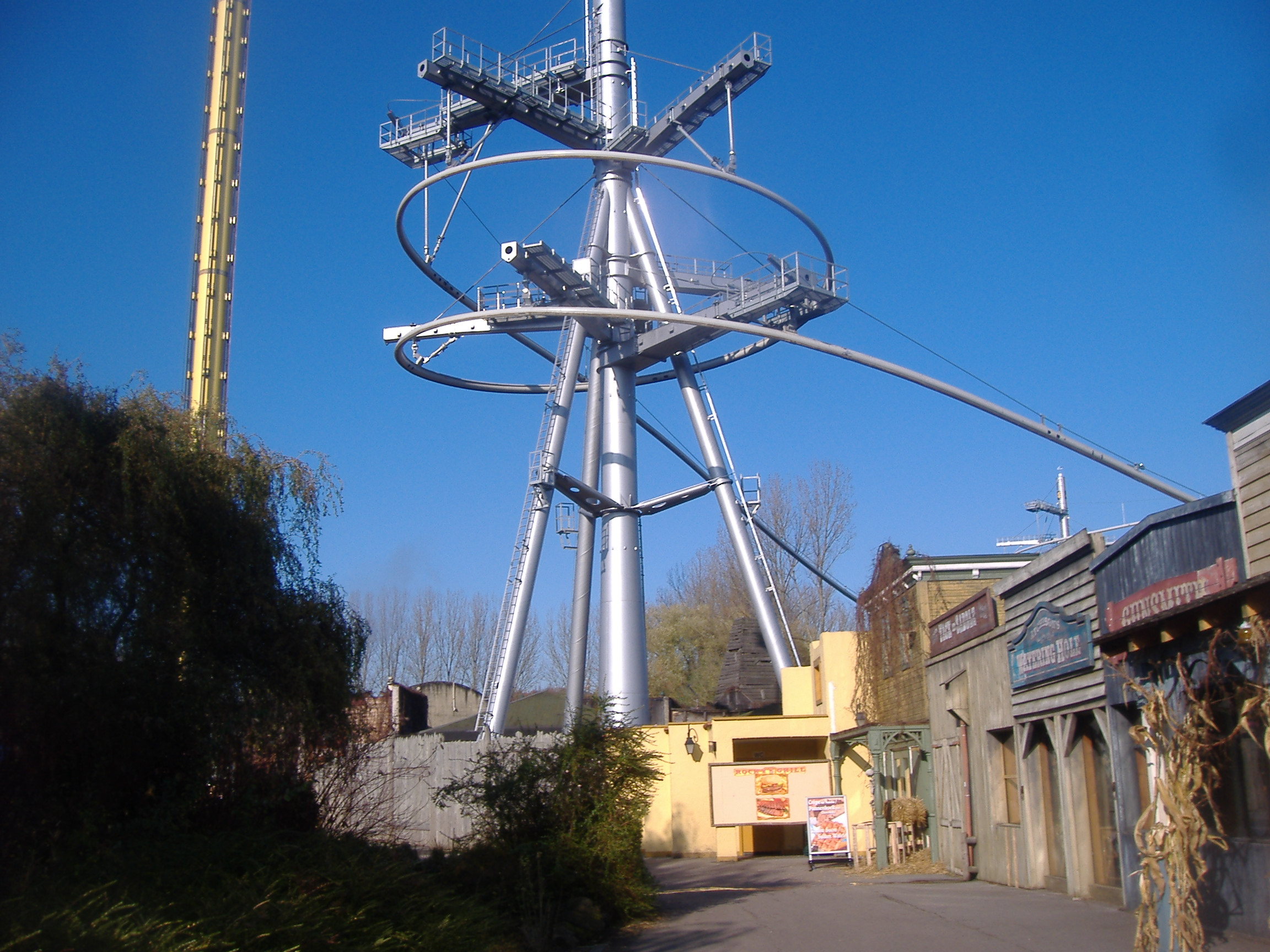
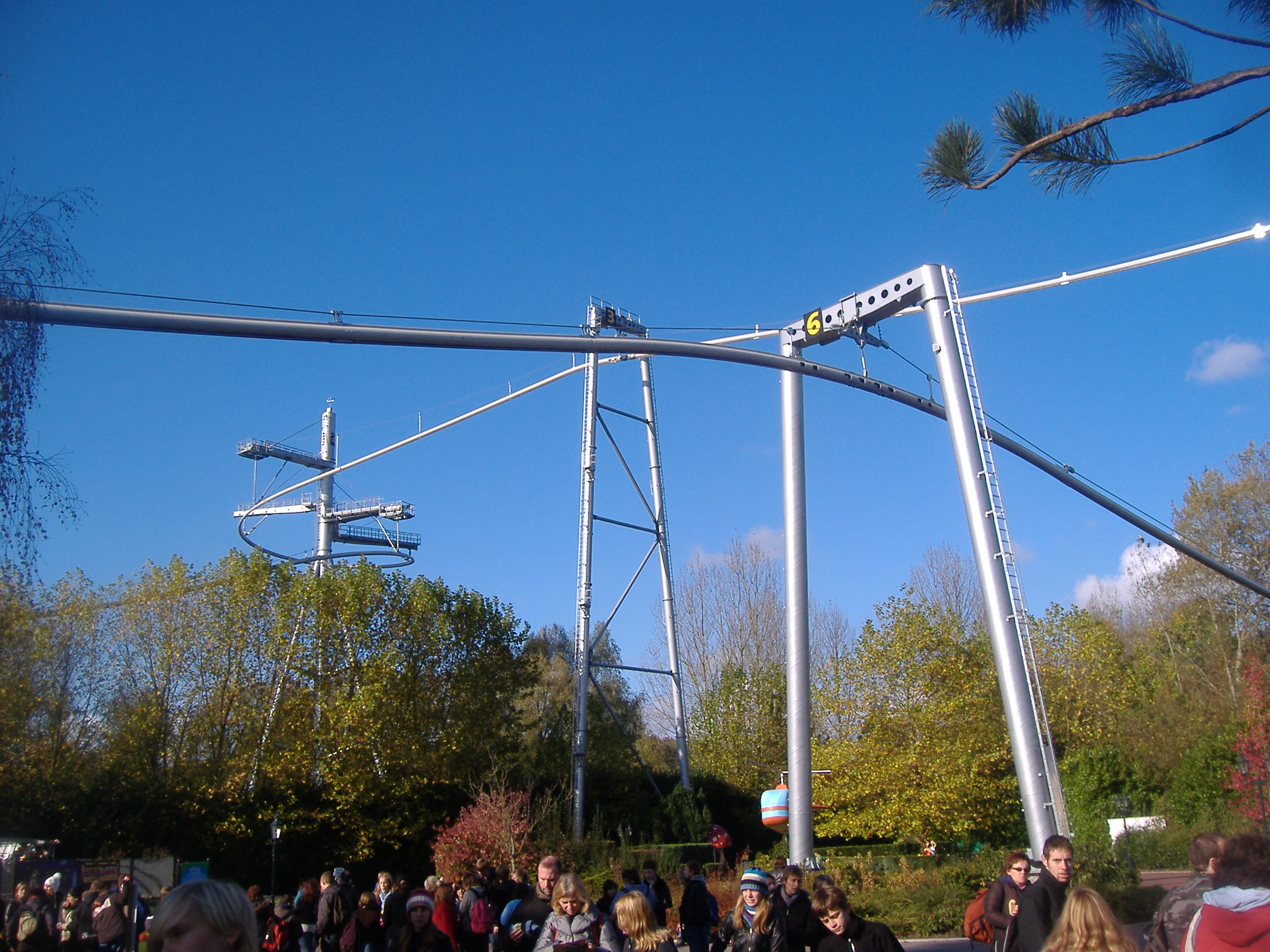
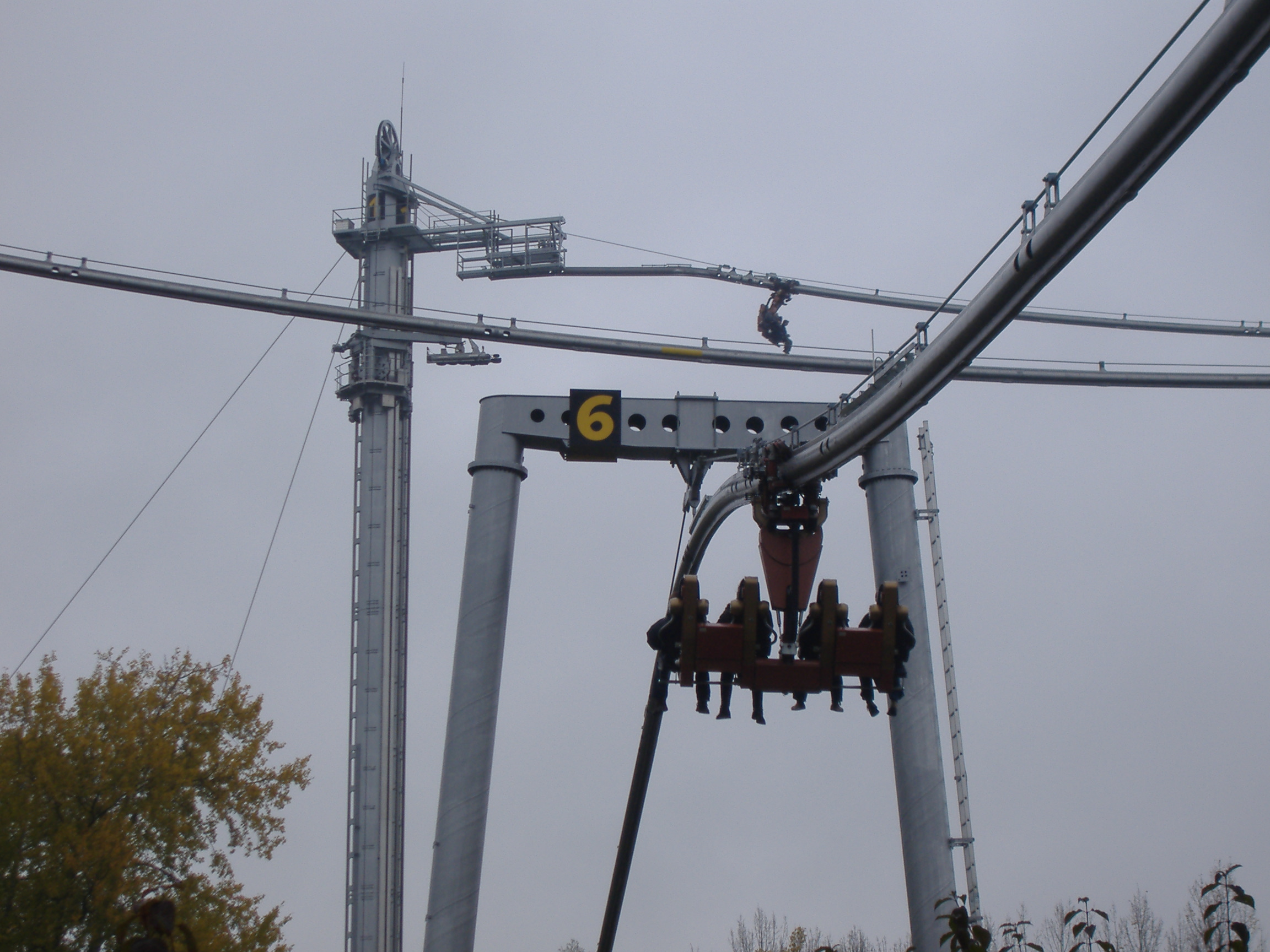

Afbeeldingen · Geschiedenis van Walibi Belgium